# Riedgraben (Saalbach)
Der Riedgraben (auch Riethgraben) ist ein 2,7 km langer Bach im baden-württembergischen Landkreis Karlsruhe, der in Bretten-Diedelsheim von rechts in den Saalbach mündet.

## Name
Nahe der Quelle wird der Riedgraben auch „Graben im Lehrgrund“ genannt. Erstmals schriftlich erwähnt wurde das Gewässer 1699 als „Riedtwisen graben“. Er wurde nach dem angrenzenden Gewann Riedwiesen benannt.

## Geographie

### Verlauf
Der Riedgraben entspringt im Gewann Lehrgrund etwa 900 m nördlich von Bretten und 200 m südlich des Lehrwalds auf einer Höhe von etwa 207 m ü. NHN. Zunächst fließt er in südwestlicher Richtung und passiert dabei den nördlich gelegenen Lehrberg. Nach rund 260 Fließmetern nimmt er von rechts den knapp 100 m langen Zufluss Weckerlesbrünnle auf. Mit diesem Zusammenfluss tritt der Riedgraben von der Brettener in die Diedelsheimer Gemarkung über.
An der Richard-Wagner-Straße biegt er nach links ab in die Lessingstraße und folgt anschließend dem Verlauf der Schwandorfstraße. Dieser folgt er, bis er nach insgesamt 2,65 Fließkilometern auf etwa 155 m ü. NHN von rechts in den Saalbach mündet.

### Einzugsgebiet
Das fast 3 km² große Einzugsgebiet des Riedgrabens liegt im Brettener Hügelland und vollständig innerhalb der Stadtgrenzen von Bretten. Im Uhrzeigersinn grenzt es an die Einzugsgebiete des Gölshäuser Dorfbachs (nordöstlich), Saalbachs (südlich und westlich) sowie des Bleigrabens, Wallgrabens und der Klamme (alle nordwestlich). Die höchste Erhebung befindet sich mit 262 m ü. NHN im Lehrwald nördlich der Quelle des Riedgrabens. Der überwiegende Teil des Einzugsgebiets ist landwirtschaftlich (etwa 55 %) geprägt, während ungefähr ein Viertel bewaldet ist.

### LUBW
Amtliche Online-Gewässerkarte mit passendem Ausschnitt und den hier benutzten Layern: Lauf und Einzugsgebiet des Riedgrabens

Allgemeiner Einstieg ohne Voreinstellungen und Layer: Daten- und Kartendienst der Landesanstalt für Umwelt Baden-Württemberg (LUBW) (Hinweise)
1. 1 2  Höhe nach dem Höhenlinienbild auf dem Hintergrundlayer Topographische Karte.
2. ↑  Länge nach dem Layer Gewässernetz (AWGN).
3. ↑  Einzugsgebiet nach dem Layer Basiseinzugsgebiet (AWGN).
4. ↑  abgemessen auf dem Hintergrundlayer Topographische Karte.

### Andere Belege
1. ↑  Willy Bickel: Der Saalbach und seine Zuflüsse. Beitrag zur Flußnamensforschung des Kraichgaus. In: Fritz Herzer (Hrsg.): Bruchsaler Heimatgeschichte. Bruchsal 1955, S. 208.
2. ↑  Josef Schmithüsen: Geographische Landesaufnahme: Die naturräumlichen Einheiten auf Blatt 161 Karlsruhe. Bundesanstalt für Landeskunde, Bad Godesberg 1952. → Online-Karte (PDF; 5,1 MB)
3. ↑  Modellierte Werte nach Abfluss-BW Gewässerknoten MQ/MNQ
4. ↑  Willy Bickel: Der Saalbach und seine Zuflüsse. Beitrag zur Flußnamensforschung des Kraichgaus. In: Fritz Herzer (Hrsg.): Bruchsaler Heimatgeschichte. Bruchsal 1955, S. 208.
5. ↑  Ernst Schneider: Die Flurnamen der Stadt Bretten - Ein Beitrag zur Namenkunde des Kraichgaues. Esser Druck Bretten 1985, S. 82.